# Acacia semiverticillata
Acacia semiverticillata é uma espécie de leguminosa do gênero Acacia, pertencente à família Fabaceae.